# کمین

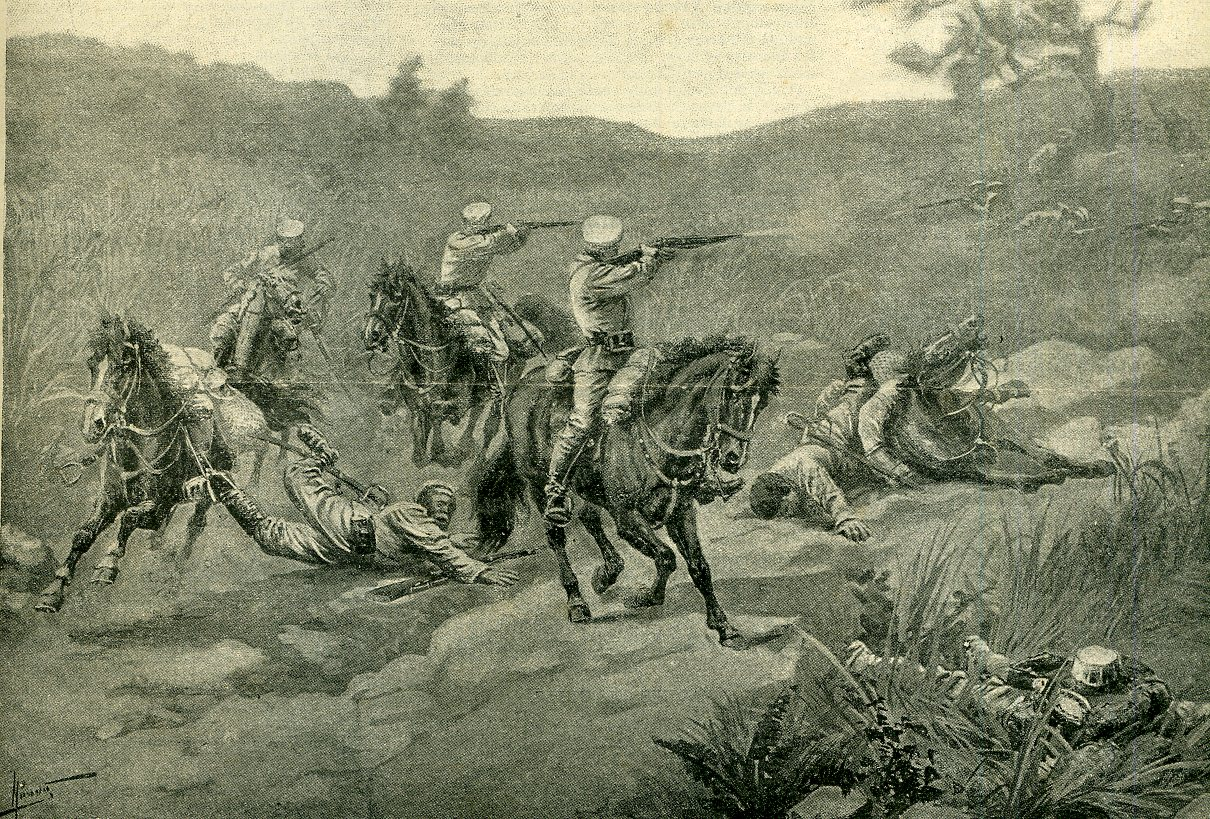
یک گشت روس که در منچوری به کمین افتاده است.

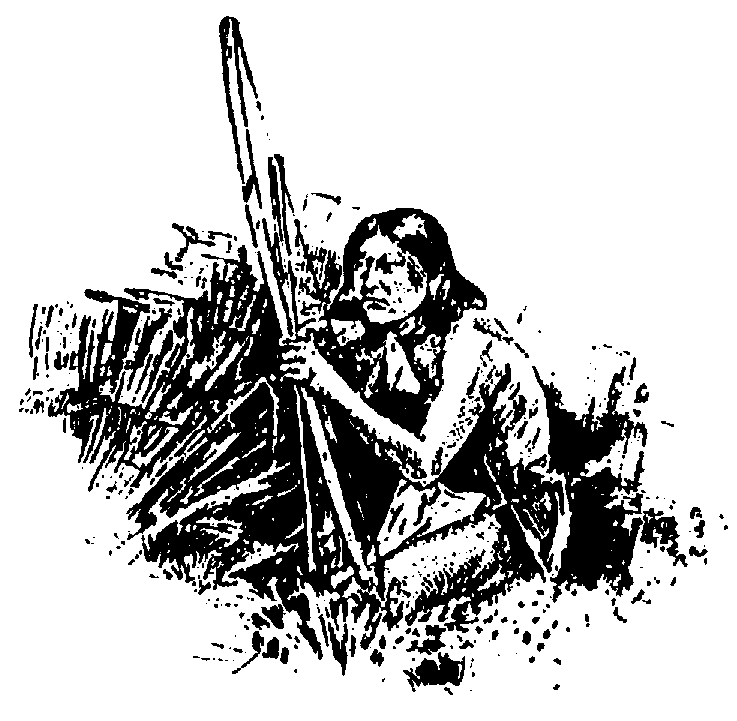
یک آپاچی در کمین.

کَمین نوعی تَک (حمله) غافلگیرکننده با اجرای آتش از مواضع پنهان علیه ستون‌های متحرک یا موقتاً ثابت دشمن است.
روند آن این‌گونه است که کمین‌گران در نهانگاه، آماده نشسته و در فرصتی مناسب به دشمن می‌تازند.
کمین از تاکتیک‌های نظامی است که می‌تواند به لشکرهای کوچک کمک کند تا لشکرهای بزرگ‌تر از خود را از پا درآورند. در کمین نشستن، قدمتی به قدمت جنگ دارد و از آغاز در جنگ‌ها و درگیری‌ها استفاده می‌شده‌است.
قصد از کمین، برهم زدن نظم دشمن کلاسیک، کاهش نیروی دشمن، و تضعیف روحیه آن‌ها است. در برخی موارد سعی می‌شود دشمن به سمت مورد نظر هدایت شود.
نهانگاه کمین را کمینگاه می‌گویند. در جریان اجرای کمین، منطقه‌ای که بیشترین حجم آتش در آن متمرکز می‌شود را «کشتارگاه» می‌گویند.

## کمینگاه
کمینگاه معمولاً به گونه‌ای انتخاب می‌شود که بهترین استتار و اختفا را دارا باشد، دارای میدان دید و تیر مناسب باشد، و موضعی باشد که در مورد آن نتوان ضد کمین اجرا کرد. داشتن راه فرار امن و مخفی، و دور بودن از پایگاه دشمن، از دیگر ویژگی‌های یک کمینگاه خوب است. کوه‌ها، تنگه‌ها، گردنه‌ها، شیارهای کم‌عمق جنگلی، درختان بلند، و زمین‌های پر از برگ از کمینگاه‌های مناسب هستند.
از انواع کمین‌ها می‌شود به «کمین عنکبوتی» اشاره کرد. این نوع کمین در زمین‌های پست و هموار اجرا می‌شود به اینصورت که نیروها در اطراف کشتارگاه به صورت دایره سنگر حفره روباه ایجاد می‌کنند و روی سنگر نیز باید استتار شود.